# Dolomitenstadt
Dolomitenstadt.at ist ein regionales Onlinemagazin mit Sitz in Lienz in Osttirol. Es wird von der Dolomitenstadt Media KG publiziert. Herausgeber und Chefredakteur ist der Kommunikationsberater und Politologe  Gerhard Pirkner. Schwerpunkt der Berichterstattung sind lokale und regionale Nachrichten aus der Region rund um Lienz, aber auch aktuelle Entwicklungen der Tiroler und Südtiroler Landespolitik. Ein Printmagazin „Dolomitenstadt“ wurde in den Jahren 2011 bis 2017 publiziert und mit der Winterausgabe 2017 eingestellt.

## Verbreitung
Dolomitenstadt.at zählt nach eigenen Angaben rund 100.000 Nutzer und mehr als eine Million Seitenaufrufe pro Monat. Vom Start im September 2010 bis Februar 2019 wurden rund 16.000 Artikel und mehr als 20.000 Leserkommentare veröffentlicht. Das Onlinemedium ermöglicht den  Lesern anonymisierte Kommentare unter den einzelnen Artikeln, was gelegentlich zu durchaus kontroversen Diskussionen über Entwicklungen und Protagonisten der Lokalpolitik führt.
Neben tagesaktuellen Nachrichten veröffentlichte Dolomitenstadt.at seit der Gründung mehr als 550 Videos auf YouTube, von denen einige große Reichweiten erzielten, etwa ein Video über den Osttiroler Krampusbrauch aus dem Jahr 2014 mit rund zwei Millionen Aufrufen. Überregionale Aufmerksamkeit erhielt dolomitenstadt.at auch durch die Berichterstattung über die Abschiebung der in Lienz lebenden Familie Magomedov, über deren Schicksal ausführlich berichtet wurde.

## Kennzeichen
Während die Artikel des Printmagazins eher qualitativ hochwertig und ausführlich geschrieben sind, ist die Berichterstattung auf der Onlineplattform des Magazines relativ kurz gehalten und unterscheidet sich teilweise in ihrer Qualität. Besonders die vom Chefredakteur verfassten Artikel (insbesondere dessen Kommentare zu aktuellen Themen aus Wirtschaft oder Politik) heben sich stilistisch von den übrigen Artikeln ab.
Zudem bestehen ausgewählte Artikel auf der Onlineplattform aus einem kürzeren, einleitenden Textsegment, gefolgt von einer Videoberichterstattung oder Bildergalerie.
Das Onlinemedium bietet neben Bannerwerbung auch einen Online-Stellenmarkt, einen Veranstaltungskalender und einen kostenlosen Kleinanzeiger für die Region an. Außerdem werden bezahlte Advertorials platziert, die als „Tipp“ und „Promotion“ immer mit dem Zusatz „Werbung“ gekennzeichnet sind.

## Kooperationen
Seit Anfang 2018 kooperiert dolomitenstadt.at mit dem Südtiroler Nachrichtenportal salto.bz. Die beiden Medien verlinken auf Beiträge des jeweils anderen Portals. Neben der Stammredaktion beschäftigt Dolomitenstadt ein Team von vorwiegend jungen Freelancern und veranstaltet im 2-Jahres-Rhythmus sogenannte „New Media Bootcamps“ für journalistisch begabte Schüler und Studenten.

## Blattlinie
Dolomitenstadt.at deklariert sich selbst als ein unabhängiges und liberales Online-Medium, unabhängig von politischen Parteien, Institutionen und Interessengruppen. In Kommentaren äußert sich der Chefredakteur positiv zu Natura 2000 an der Isel und kritisch zum Matreier Bürgermeister Andreas Köll.